# دندروبیوم
دندروبیوم (نام علمی: Dendrobium) نام یک سرده از تیره ثعلبیان است.